# Tremotylium
Tremotylium is een geslacht in de familie Graphidaceae. De typesoort is Tremotylium angolense.

## Soorten
Volgens Index Fungorum bevat het geslacht vijf soorten (peildatum december 2021):
| Soortnaam                | Auteur(s)  | Publicatiejaar |
| ------------------------ | ---------- | -------------- |
| Tremotylium africanum    | Räsänen    | 1949           |
| Tremotylium angolense    | Nyl.       | 1868           |
| Tremotylium australiense | Müll. Arg. | 1882           |
| Tremotylium occultum     | Stirt.     | 1875           |
| Tremotylium sprucei      | Müll. Arg. | 1895           |